# Горянов-Горный, Анатолий Георгиевич
Анатолий Георгиевич Горянов-Горный (настоящая фамилия Пенкно́вич) (16 января 1898, Владикавказ — 28 октября 1937, Коммунарка) — дипломат; создатель и руководитель Технического отделения Экономического управления ОГПУ («шарашки»); Начальник Главного управления государственной съёмки и картографии НКВД СССР, старший лейтенант государственной безопасности (1936).

## Биография
Родился в г. Владикавказе в еврейской семье работника мельницы. В 1922 в анкете в графе «национальность» указал: горско-иудейская. В 1918 г. окончил 4 класса Владикавказского реального училища (1918), Кубанский политехнический институт (1920) и Московский Авиационный институт (1934).
В 1919 г. работал секретарём в военкомате г. Владикавказа и рабочим на маслозаводе. С 1920 служил в РККА рядовым, сотрудником для поручений при штабе Отдельной Кавказской дивизии. В июле 1920 вступил в РКП(б). Взял партийный псевдоним Горянов—Горный, подчёркивающий кавказское происхождение носителя.
Супруга Наталья Алексеевна работала заведующей фундаментальной библиотекой Архитектурного института. Сын Алексей — лётчик эскадрильи НКВД. Брат Александр Пенкнович работал в г. Ленинграде в газете «Правда», жил вместе с матерью Эсфирью Пенкнович. Другой брат, Юрий Пенкнович, работал в строительстве.
С 1920 в ВЧК при СНК РСФСР, до 1924 в Особом отделе 11-й армии, делопроизводитель секретного военно-контрольного пункта, начальник агентуры, помощник начальника Особого отдела ВЧК — ГПУ — ОГПУ Азербайджанской Красной Армии (после реорганизации начальник особого отделения Азербайджанской сводной дивизии).
С 1922 по 1923 — генеральный консул РСФСР в Чарджоу.
С 1923 по 1924 — консул СССР в Бухаре. 
С 1924 по 1929 заместитель директора Пушно-сырьевой конторы Госторга РСФСР, затем управляющий Главной конторой акционерного общества «Россредаз», член правления акционерного общества «Продуктпереработка».

## Создание «шарашек»
В сентябре 1928 года Экономическое управление (ЭКУ) ОГПУ начало сбор сведений о содержавшихся под стражей специалистах, с требованием немедленного и подробного информирования о каждом последующем аресте лиц данной категории. В декабре 1929 года было организовано авиационное особое КБ ОГПУ под руководством авиаконструктора Д.П. Григоровича, приговоренного к расстрелу. Деятельность данного КБ, по мнению его организаторов, явилась удачным опытом по использованию как осужденных, так и ещё находящихся под следствием специалистов. В 1930 году, по просьбе руководства НКПС, было создано техническое бюро специалистов–железнодорожников при транспортном отделе ОГПУ.
В совместном циркуляре ВСНХ и ОГПУ от 15.05.1930 допускалось с разрешения ОГПУ, «когда это не нарушает нормального хода следствия», привлекать к работе также и подследственных. Использовать «вредителей» следовало таким образом, чтобы работа их проходила, главным образом, в помещениях органов ОГПУ, в максимально комфортных условиях. Органы ОГПУ «один раз в месяц должны сообщать в ЭКУ ОГПУ... о ходе работ привлечённых инженеров—вредителей и изживания вредительства по предприятиям». 
С конца 1920-х годов в составе ОГПУ возникла новая структура, просуществовавшая весь сталинский период вплоть до 1953 года.
Организационно—плановая, координирующая и отчётная деятельность, связанная с функционированием  всех остехбюро Экономического управления ОГПУ была поручена Специально—техническому отделению Экономического Управления ОГПУ (чаще именовалось Техотделение).
В 1929 году Горянов возвращается в ОГПУ и до 1930 года является помощником начальника Отделения Экономического управления ОГПУ при СНК СССР. С 1930 года он становится первым начальником  Технического отделения Экономического управления ОГПУ при СНК СССР, руководившего специальными ОКБ, использовавшими труд заключённых специалистов. Начальник V-го отделения Экономического управления ОГПУ при СНК СССР, начальник VIII-го отделения Экономического управления ОГПУ при СНК СССР, начальник XI-го отделения Экономического управления ОГПУ при СНК СССР, начальник VII-го отделения Экономического управления ОГПУ при СНК СССР — все отделения по использованию арестованных специалистов; начальник (1930—1932) Центрального конструкторского бюро авиационного завода № 39.
По поручению своего руководителя начальника Экономического Управления ОГПУ СССР Георгия Прокофьева Горянов—Горный создал структуру «шарашек», сформировав группы специалистов по 14 направлениям: самолётостроение (возглавляли «враги народа» Д.П. Григорович и Н.Н. Поликарпов), моторостроение (Бриллиант, Б.С. Стечкин), танкостроение (Н.А. Астров, Н.В. Цейц), теплотехническая группа (котлостроение  Л.К. Рамзин, Ларичев), снарядная группа (Кутов), сельское хозяйство (Яковлев, Филиппов) машиностроение (Н.А. Доллежаль), крупное машиностроение (Неймайер), резиновая промышленность, энергетическая группа (Берлин), химическая группа (Е.И. Шпитальский), пороховая группа, угольная и доменная группа (Жданов, Рабинович), гидротехническая группа (Г.К. Ризенкампф, Н.У. Хрусталёв; большинство её сотрудников  впоследствии было переброшено на строительство Беломоро-Балтийского канала). Большинство перечисленных учёных—«вредителей» в конце 30-х были освобождены. Они сыграли значительную роль в развитии отечественной науки, повышении обороноспособности страны и были награждены государственными наградами.
В 1931–1934 гг. входящими в состав Техотделения ЭКУ ОГПУ конструкторскими бюро были осуществлены масштабные работы в области авиастроения, танкостроения, моторостроения, судостроения, производства артиллерийских систем, снарядов, взрывчатых веществ. В особых КБ ОГПУ был создан прототип будущих знаменитых «Катюш». ОКБ № 4 при московском заводе № 1 разрабатывало радиоуправляемые фугасы. Химики вели изыскания новых прорезиненных тканей для защитных костюмов, создали изолирующий противогаз, подготовили проект реконструкции порохового производства. Была изготовлена опытная партия пуль, начиненных жидкими отравляющими веществами. Группа учёных—микробиологов особо секретной лаборатории разрабатывала биологическое оружие и защитные вакцины. Специалисты групп принимали участие в крупных народнохозяйственных проектах, таких как разработка плана электрификации СССР. 
Горянов принимал непосредственное участие в разработке и техническом воплощении всех проектов.  
В апреле—мае 1931 года по заданию Г. Прокофьева находился в Берлине, где провёл переговоры с фирмой MAN по вопросу приобретения дизельных двигателей для подводной лодки, строившейся на Балтийском судо-строительно-механическом заводе в Ленинграде. 
В 1933 году возглавил Строительную комиссию по созданию крупнейшего в мире самолёта АНТ-20 «Максим Горький» (генеральный конструктор А.Н.Туполев). В 1934 году «летающая крепость» впервые поднялась в воздух. 
Созданные в остехбюро проекты надо было сопровождать в промышленности, испытывать и внедрять в серийное производство, поэтому часть заключённых, досрочно освобождённых в качестве поощрения за свои достижения, продолжала работать в бюро в качестве вольнонаёмных работников. Объем проводимых остехбюро ОГПУ работ неуклонно нарастал, что грозило превратить органы госбезопасности в параллельную ВСНХ структуру. Это вызывало недовольство руководителей ведомства, в частности заместителя председателя ОГПУ Г.Е. Прокофьева, который считал, что таким образом ведомство вытягивает провальную экономическую политику правительства. Желая избавиться от работ, не имеющих отношения к органам безопасности, он пытался убедить в этом руководство ведомства и, не стесняясь в выражениях, часто говорил: «...хватит работать на дураков! Чужими руками жар загребать хорошо, пусть попробуют сами!», имея в виду руководителей высшего ранга. При этом вопрос о необходимости освобождения из остехбюро ОГПУ заключенных специалистов и возвращения их в народное хозяйство к этому времени уже назревал и неоднократно поднимался на самом высоком уровне. Особую настойчивость в этом проявлял нарком тяжёлой промышленности  Г.К. Орджоникидзе.
В начале 1934 года,  в процессе  реформы ведомства и создания объединённого наркомата внутренних дел, начались мероприятия по сворачиванию работ остехбюро ОГПУ. Через некоторое время было принято постановление Политбюро ЦК ВКП(б) о ликвидации Техотделения ЭКУ ОГПУ и входящих в него особых технических бюро. Одно за другим, особые конструкторские бюро в составе нового НКВД были ликвидированы. Этому способствовали объективные обстоятельства, связанные с развитием экономики страны. Немалую роль сыграли и совместные усилия руководителей ВСНХ, наркоматов и ОГПУ. Подготовка и ликвидация остехбюро была проведена так стремительно, что к этому оказался неподготовленным даже руководитель оборонного ведомства К. Е. Ворошилов.  Горянов вспоминал следующий эпизод. Однажды он и М.Н. Тухачевский , с которым Горянов имел тесные производственные и личные связи, пришли к Ворошилову с докладом по техническому вопросу, касающемуся постройки нового танка. Получая указания от Ворошилова, Горянов заметил, что эти работы осуществить нельзя, так как по постановлению Политбюро ВКП(б) Техотделение ЭКУ ОГПУ ликвидируется, а эту работу будут выполнять другие. Наркомвоенмор вспылил и ответил, что никакого постановления Политбюро нет, а это все выдумывает Ягода. Этот разговор Горянов передал Прокофьеву, на что тот повторил: «Я Вам в десятый раз говорю – на дураков работать нечего, закрывайте лавочку!». Таким образом, к началу 1935 года структуры ОГПУ, связанные с организацией работ заключенных специалистов были ликвидированы.
С ноября 1934 года Горянов-Горный назначен начальником Отдела лесной охраны НКВД СССР. 
С 20 июня 1935 по 13 февраля 1937 года начальник Главного управления геодезической съёмки и картографии НКВД СССР.  
Ответственный редактор журнала «Геодезист» с 25 сентября 1935 до 2 февраля 1937 года. 
С февраля по июль 1937 года начальник Управления Волго-Донского канала Народного комиссариата водного транспорта СССР.

## Арест
Арестован 23 июля 1937. Находясь под следствием, 31 июля написал заявление на имя нового народного комиссара Внутренних дел СССР Ежова, в котором утверждал, что своим начальником Прокофьевым в 1931 году был вовлечён в «предательский заговор», целью которого являлась «частичная смена партийного и советского руководства в стране».
На допросе показал, что на квартире Прокофьева вечерами собирались большие компании, состоявшие помимо сотрудников ОГПУ-НКВД из деятелей культуры, таких как Ильф и Петров,  Михаил Кольцов, Иосиф Прут. В ходе этих дружеских встреч с выпивкой и игрой в карты, участники якобы высмеивали Сталина, Молотова, Ворошилова, Будённого и «всемерно восхваляли Енукидзе и Рыкова как прекрасных большевиков и хороших работников». 
Георгий Прокофьев, как утверждал Горянов, прямо заявил ему что политика партии и именно Сталина неправильна и не отвечает интересам народа. Горянов по поручению Прокофьева начал знакомить маршала Михаила Тухачевского со всеми научными  разработками в «шарашках». Тухачевский регулярно приходил к Горянову в Техническое отделение, вникал во все дела и завтракал с ним. Такие же тесные контакты установились у Горянова с Иеронимом Уборевичем. Со слов Горянова, его коллега начальник Особого отдела ОГПУ М. Гай подчёркивал в беседах с Тухачевским, что  Ворошилов не соответствует  занимаемой должности, возглавить армию должен Тухачевский и что «сталинский режим можно ликвидировать лишь путём устранения самого Сталина».
По заданию Прокофьева, Горянов отремонтировал квартиру Тухачевского за счёт средств Технического отделения.
Обвинён в «предательско-изменнической деятельности, направленной к совершению противо-государственного переворота и восстановлению капиталистического строя», а также в сотрудничестве с германским Генеральным штабом и в неназванных уголовных преступлениях.  
27 октября 1937 года внесён в сталинский расстрельный список «Москва—Центр» по 1 категории (расстрел). Документ представлен в Политбюро начальником 8 (учётно-регистрационного) отдела ГУГБ НКВД СССР В. Е. Цесарским. Завизирован Сталиным с припиской «за». Кроме него список подписали В. Молотов, Л. Каганович, К. Ворошилов. В документе, помимо партийного псевдонима «Горянов—Горный» (в котором содержится отсылка к кавказскому происхождению владельца, уроженца Владикавказа Северной Осетии) указана подлинная фамилия — Пенкнович.
Осуждён постановлением Комиссии НКВД и Прокуратуры СССР (в особом порядке) 28 октября 1937. Расстрелян в тот же день на расстрельном полигоне «Коммунарка».
Реабилитирован 8 июня 1957 определением Военной коллегии Верховного суда СССР.

### Звания
- Старший лейтенант государственной безопасности (11 января 1936).

### Награды
Награждён орденом Красной Звезды под номером 12 (1931), знаком «Почётный работник ВЧК-ГПУ».

### Адрес
Москва, Машков переулок, дом 13, квартира 26.